# Leucania rufistrigosa
Leucania rufistrigosa är en fjärilsart som beskrevs av Moore 1881. Leucania rufistrigosa ingår i släktet Leucania och familjen nattflyn. Inga underarter finns listade i Catalogue of Life.